# تو شورت
تود أنتوني شو (Todd Anthony Shaw) (بالإنجليزية: Too Short) من مواليد 28 أبريل 1966. هو مغني راب ومنتج موسيقي وممثل أمريكي.

## روابط خارجية
- تو شورت على موقع IMDb (الإنجليزية)
- تو شورت على موقع ميوزك برينز (الإنجليزية)
- تو شورت على موقع إن إن دي بي (الإنجليزية)
- تو شورت على موقع أول ميوزيك (الإنجليزية)
- تو شورت على موقع ديسكوغز (الإنجليزية)
- تو شورت على موقع ديسكوغز (الإنجليزية)
- تو شورت على موقع قاعدة بيانات الفيلم (الإنجليزية)